# Пара из Вирдинга
Люди из Вирдинга — два болотных тела, найденных в Дренте, Нидерланды в северной части Баутенджер Мур в 1904 году. Радиоуглеродная датировка показала, что эти два человека жили между 160 г. до н. э. и 220 г. н. э.

## Находка
Тела нашёл торфопредприниматель Гильбранд Гринхуйс (нидерл. Hilbrand Gringhuis) 29 июня 1904 года. Одно из тел лежало на руке другого. Гильбранд осторожно обнажил тела и позвонил в полицию. Два болотных трупа выкопали и привезли в маленький морг на Нью-Вирдингерском кладбище. Поскольку тела были толщиной всего в несколько сантиментров, и они были очень гибкими, их уложили друг на друга, свернули и упаковали в ящик. Сотрудники провинциального музея древностей в Ассене, предшественника нынешнего музея в Дрентсе, узнали о находке из местной газеты. Люди из Ландвира, члены музейной коммисии, незамедлительно отправились в Вирдинг, осмотрели и сфотографировали находку, а также распорядились, чтобы находку перенесли в музей. Судя по тому, что люди находились, похоже, в объятиях при находке, появилось предположение, что эти люди — супружеская пара, после чего их долгое время называли господином и госпожой Венстра (нид. Veenstra), где veen по-нидерландски означает болото.

## Патология
Лучше сохранившееся тело имело рану на груди, что подтверждает, что обладатель тела был убит. Некоторые учёные думают, что это было жертвоприношение. Причина смерти другого человека неизвестна.